# Johann Rickert
Johann Rickert (* 5. November 1928 in Sonta; † 2002) war ein jugoslawisch-deutscher Orgelbauer.

## Leben und Wirken
Johann Rickert absolvierte eine Orgelbauerlehre in Vác bei dem aus Creglingen (Württemberg) stammenden Orgelbauer August M. Schaefer. Er legte 1948 die Gesellenprüfung und 1954 die Meisterprüfung in Budapest ab. Anschließend war er selbstständiger Orgelbauer in Ungarn bis zu seiner Aussiedelung 1971. Er war von 1971 bis 1973 bei der Firma Hirnschrodt in Regensburg tätig. Anschließend machte er sich mit der Gründung eines eigenen Betriebes wiederum selbstständig. Seine Werkstatt befand sich in den heute nicht mehr existierenden südöstlichen Gebäuden in der (heutigen) Donaustaufer Straße 226.
Johann Rickert renovierte und restaurierte zahlreiche Orgeln. Er rekonstruierte und erweiterte viele historische Orgeln in der Oberpfalz und prägte so die Orgellandschaft in dieser Region.